# Pseudostellaria rigida
Pseudostellaria rigida là loài thực vật có hoa thuộc họ Cẩm chướng. Loài này được Pax miêu tả khoa học đầu tiên.